# Čínsko-francouzská válka
Čínsko-francouzská válka, též sino-francouzská válka a tonkinská válka, se odehrála od srpna 1884 do dubna 1885 mezi Třetí francouzskou republikou a čínskou říší dynastie Čching (a jejích více či méně vazalů) o nadvládu nad Tonkinem (sever Vietnamu). Otevřené boje vypukly po sérii incidentů 23. srpna 1884 francouzským útokem na čínské fuťienské loďstvo ve Fu-čou, při kterém bylo toto – jedno ze čtyř čchingských loďstev – prakticky zničeno. Ačkoliv čínská vojska si v pozemních bojích vedla lépe, než v ostatních zahraničních válkách 19. století a válka skončila francouzskou porážkou na pevnině, Francouzi dosáhli většiny svých cílů uzavřením nerovné Tiencinské smlouvy.

## Předehra

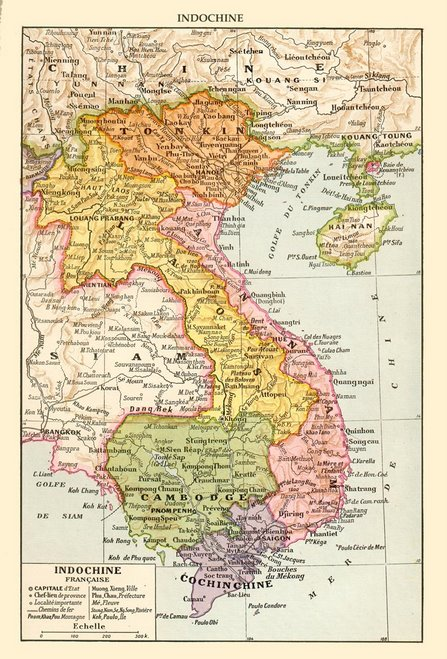
Rozdělení francouzské Indočíny: Francouzská kolonie Kočinčína se nachází na jihu a samotné čínsko–francouzské válce předcházely spory o vliv v Annamu a Tonkinu

Francouzský zájem o sever Vietnamu se datuje do konce 18. století, kdy katolický kněz Pigneau de Behaine rekrutoval francouzské dobrovolníky, aby bojovali po boku Nguyễna Ánha – uchazeče o trůn a zakladatele dynastie Nguyễn. De Behainovým cílem bylo získat ve Vietnamu výhody pro Francii a Římskokatolickou církev. Francie zahájila koloniální tažení v roce 1858 a po obsazení několika jižních provincií z nich v roce 1862 vytvořila francouzskou kolonii Kočinčínu.
Francouzští objevitelé postupovali proti proudu Rudé řeky severním Vietnamem, až k pramenům v Jün-nanu. Snažili se tak najít použitelnou obchodní cestu, kterou by bylo možné obejít otevřené přístavy čínských pobřežních provincií. Největší překážkou této myšlenky byla Černá korouhev (黑旗軍, pchin-jin: hēiqí jūn; český přepis: chej-čchi ťün) – dobře organizovaná skupina banditů Liou Jung-fua – která na Rudé řece vybírala vysoké „daně“ mezi Sơn Tây a Lào Cai u jün-nanské hranice.
V roce 1873 malá francouzská jednotka, kterou vedl lieutenant de vaisseau (~ poručík) Francis Garnier, vojensky zasáhla v Tonkinu, čímž Garnier překročil své rozkazy. Po sérii francouzských vítězství nad Vietnamci se Vietnamci obrátili na Liou Jung-fuovu Černou korouhev, která Garniera porazila v prosinci 1873 u Hanoje. Garnier byl zabit a francouzská vláda se později k jeho expedici raději nehlásila.

### Rivièrova expedice do Tonkinu

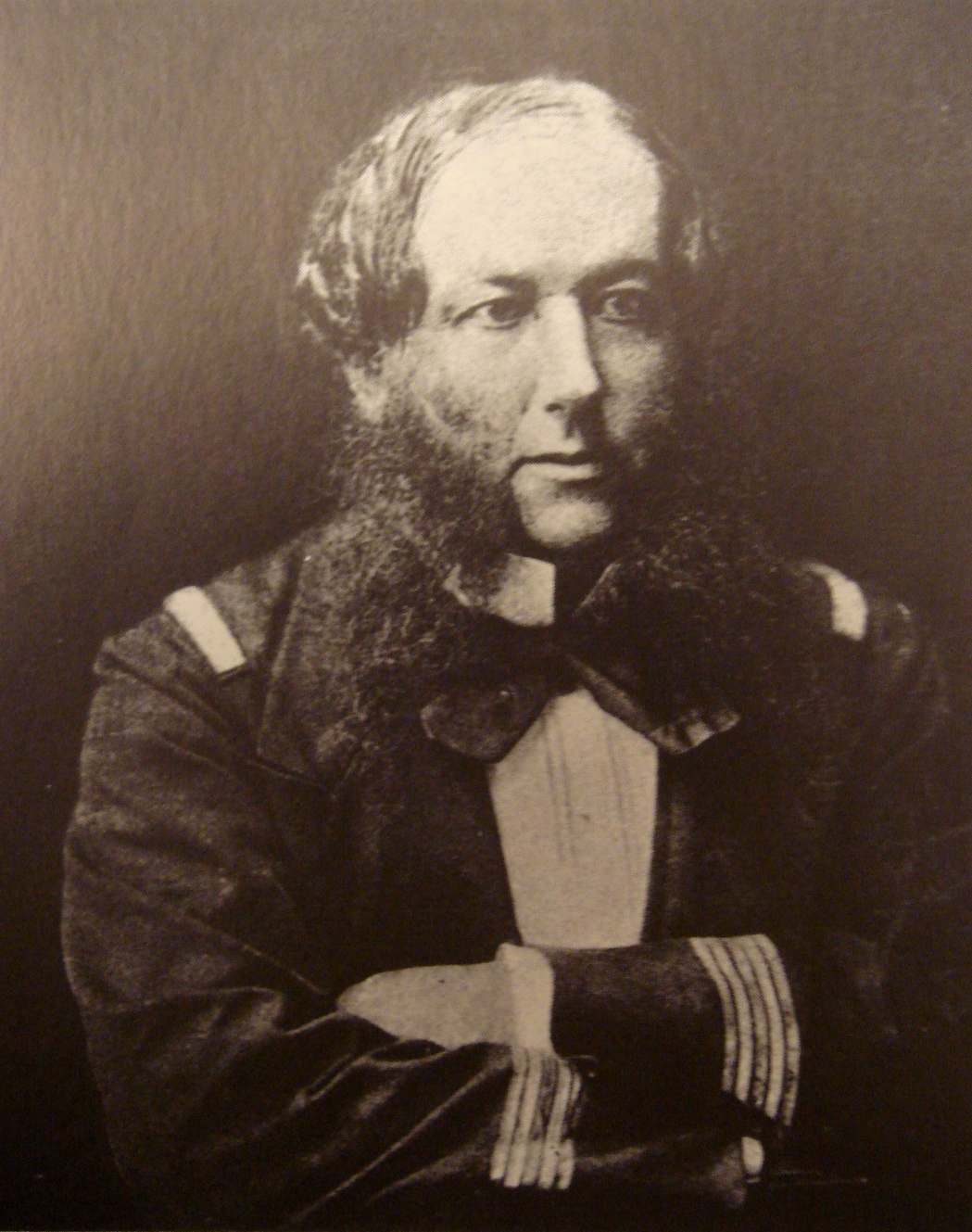
Henri Rivière (1827–83)

V roce 1881 byl do Hanoje vyslán francouzský námořní důstojník Henri Rivière, který velel malé jednotce a který měl prověřit vietnamské stížnosti na aktivity francouzských obchodníků. Navzdory rozkazům se Rivière rozhodl zaútočit na hanojskou citadelu, kterou 25. dubna 1882 dobyl. I když jí následně vrátil pod vietnamskou kontrolu, jeho způsob řešení konfliktu vojenskou silou vyvolal poplach ve Vietnamu i Číně.
Vietnamská vláda, která nebyla schopná čelit Rivièrovi vlastní armádou, oslovila Liou Jung-fua, jehož vycvičení a zkušení vojáci Černé korouhve mohli čelit Francouzům. Vietnamci se také obrátili s prosbou o pomoc na čchingskou Čínu, neboť Vietnam byl tributární vazal dynastie Čching. Číňané souhlasili s vyzbrojením a podporou Černé korouhve.
Čchingský dvůr vyslal Francouzům jasný signál, že jim nedovolí převzít kontrolu nad Tonkinem. V létě roku 1882 vstoupily do Tonkinu čínští vojáci z armád provincií Jün-nan a Kuang-si a obsadili Lạng Sơn, Bắc Ninh, Hưng Hóa a další města. Frédéric Bourée, francouzský vyslanec v Číně, kvůli možné válce s Čínou vyjednal v listopadu a prosinci s čínským státníkem Li Chung-čangem dohodu o rozdělení sféry vlivu v Tonkinu mezi Francii a Čínu. Ani jedna ze stran toto rozdělení nekonzultovala s Vietnamci.

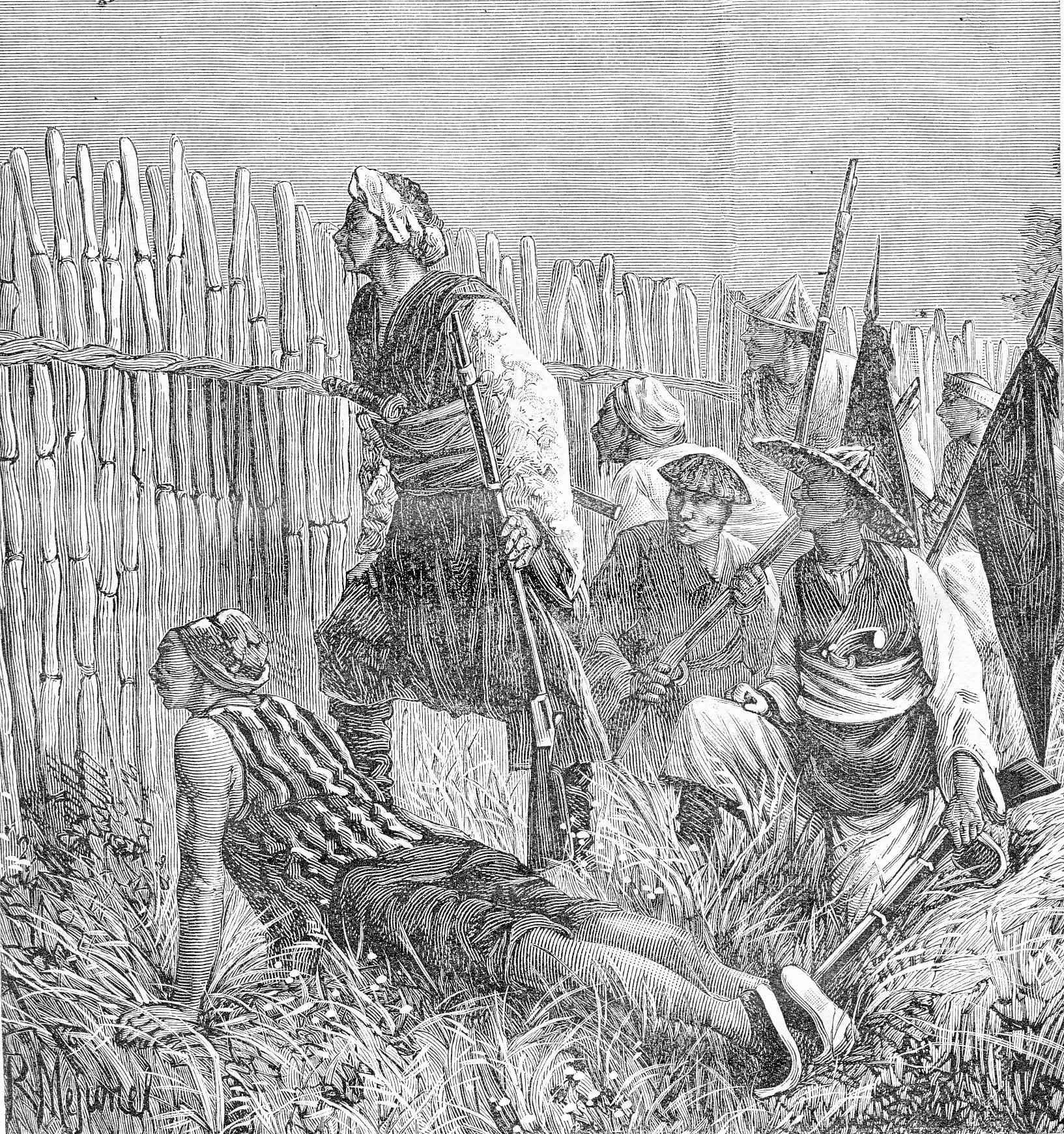
Černá korouhev chystá léčku – ilustrace z Huardova La guerre du Tonkin, 1887

Rivière, znechucený dohodou Bourée–Li, se počátkem roku 1883 rozhodl přitlačit. Z Francie mu připlula posila v podobě praporu námořní pěchoty, takže měl dost sil, aby se mohl vypravit za Hanoj. Aby zabezpečil svoje spojení z Hanoje k pobřeží, obsadil 27. března 1883 s 520 vojáky pod svým osobním velením citadelu v Nam Định. Rivièrovy nepřítomnosti využila Černá korouhev, aby spolu s vietnamskými vojáky zaútočila na Hanoj. Velitel francouzského praporu v Hanoji Berthe de Villers je ale porazil 28. března v bitvě u Gia Cuc.
Rivière měl štěstí v načasování: očekával, že za dobytí citadely v Nam Định byde potrestán, ale místo toho se stal hrdinou. Ve Francii totiž došlo k výměně vlády a nová vláda Julese Ferryho silně podporovala koloniální expanzi a Rivièra podpořila. Ferry a francouzský ministr zahraničí Paul-Armand Challemel-Lacour kritizovali Bouréeho dohodu s Li Chung-čangem a Bourée byl odvolán. Francouzi dali Číňanům najevo, že hodlají z Tonkinu udělat francouzský protektorát. Když si v dubnu 1883 čínský generál a poradce v Tonkinu Tchang Ťing-sung (唐景崧, táng jǐngsōng) uvědomil, že Vietnamci nemají prostředky na to, aby mohli Francouzům vzdorovat, požádal Liou Jung-fua, aby jeho Černá korouhev bojovala proti Francouzům. Tak začalo rok trvající období asymetrické války vedené Černou korouhví proti francouzské armádě v Tonkinu.

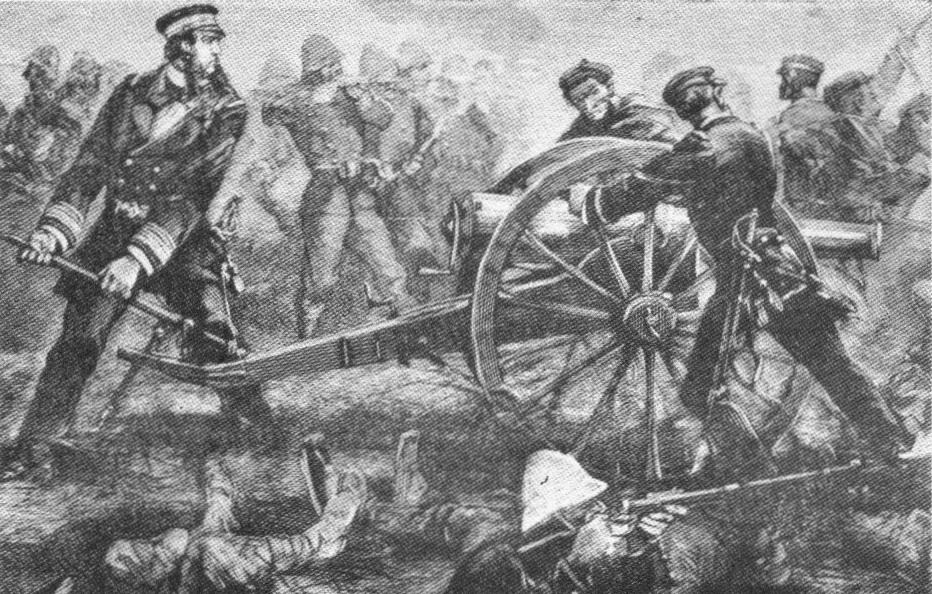
Rivière manipuluje s dělem během bitvy u Papírového mostu

10. května 1883 vyzval Liou Jung-fu Francouze k bitvě posměšnou zprávou veřejně vyvěšenou na hanojských hradbách. Dne 19. května se Rivière střetl s Černou korouhví v bitvě u Papírového mostu. Pro Francouze skončila bitva katastrofální porážkou. Rivière s přibližně 450 muži zaútočil na opevněné pozice Černé korouhve u vesnice Cầu Giấy, několik kilometrů západně od Hanoje, kterou Francouzi znali jako Pont de Papier (~ Papírový most). Přes počáteční úspěch byli Francouzi obklíčeni na obou křídlech a pouze stěží se jim podařilo přeskupit a ustoupit zpátky do Hanoje. Rivière v bitvě padl a spolu s ním i Berthe de Villers a několik dalších starších francouzských důstojníků.

## Francouzská intervence v Tonkinu
Rivièrova smrt vyvolala ve Francii bouřlivou reakci. Francie vyslala do Tonkinu posily, hrozící útok Černé korouhve na Hanoj byl odvrácen a vojenská situace se stabilizovala.

### Protektorát nad Tonkinem

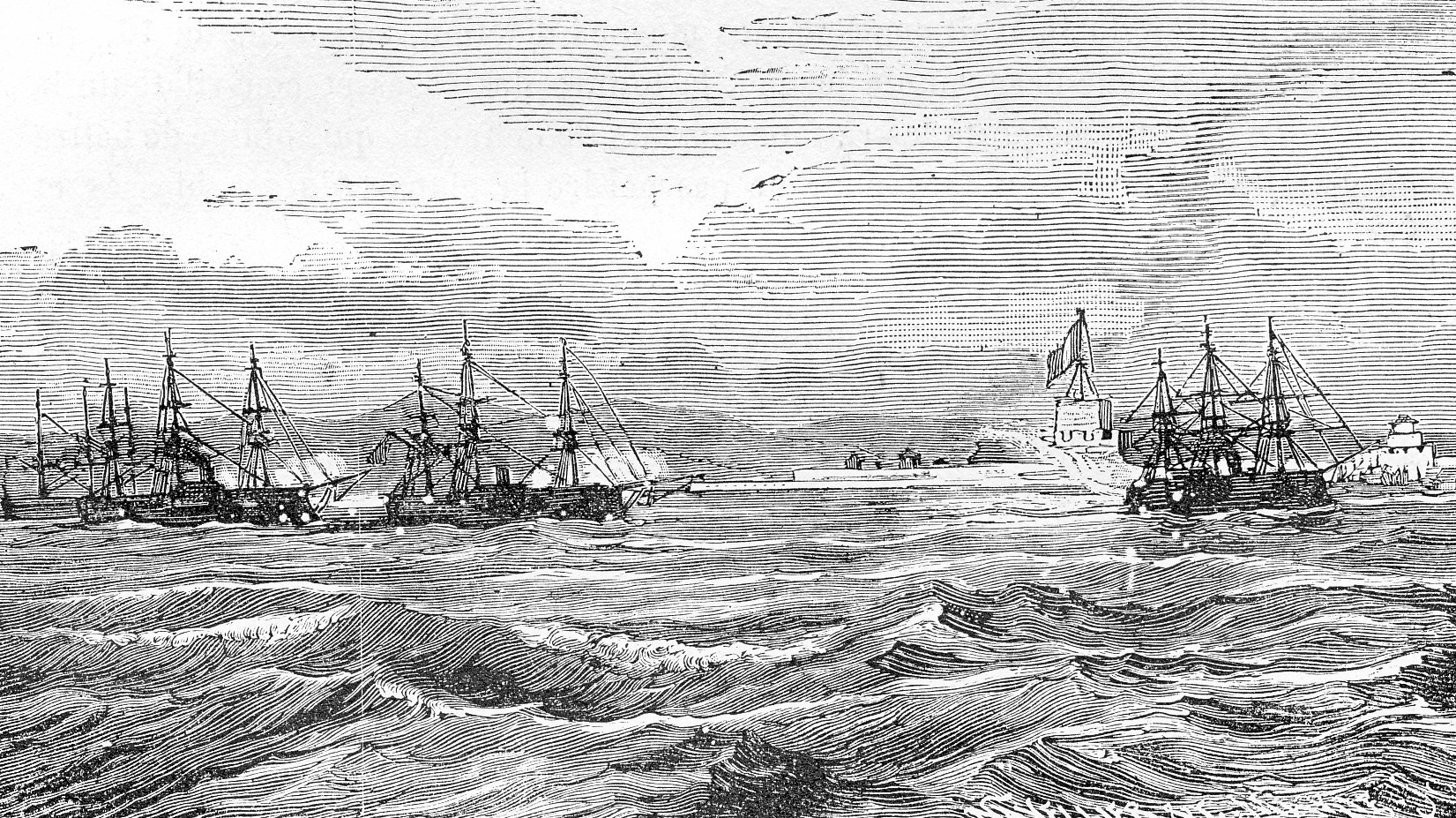
Francouzská eskadra ostřeluje 18. srpna 1883 vietnamské pevnosti u Thuận An

20. srpna 1883 dobyl francouzský contre-amiral (~ kontradmirál) Amédée Courbet, který byl jen krátce předtím pověřen velením francouzské division navale des côtes du Tonkin (~ námořní divize tonkinského pobřeží), vietnamská opevnění u Thuận An, která bránila přístup k hlavnímu městu Huế. Po bitvě o Thuận An byla vietnamská vláda donucena podepsat huếskou smlouvu, kterou uznala francouzský protektorát nad Tonkinem.
Tou dobou také nový francouzský velitel tonkinského expedičního sboru generál Bouët zaútočil na pozice Černé korouhve na řece Đáy. Ačkoliv Francouzi porazili Černou korouhev v bitvách u Phủ Hoài (15. srpna 1883) a u Palan (1. září), nebyli schopní obsadit všechny Liou Jung-fuovy pozice. Bouët byl obviňován, že ve své roli selhal a v září rezignoval. Následující záplavy přinutily Liou Jung-fua opustit pozice u řeky Đáy a stáhnout se několik kilometrů na západ do opevněného města Sơn Tây.

### Čínsko-francouzská konfrontace

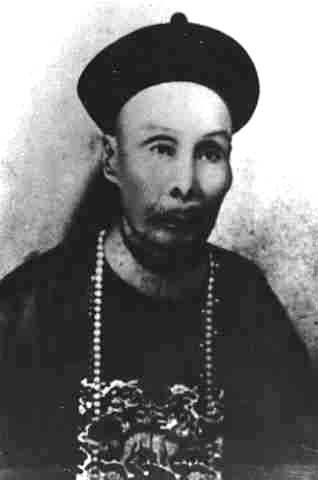
Liou Jung-fu, velitel Černé korouhve

Na konec roku 1883 plánovali Francouzi velkou ofenzívu proti Černé korouhvi. Na poli diplomacie se snažili přesvědčit Čínu, aby přestala podporovat Liou Jung-fua a zároveň se pro svoji ofenzívu snažili získat podporu u ostatních evropských mocností. Čínsko-francouzská jednání v Šanghaji, která vedl francouzský vyslanec Arthur Tricou s Li Chung-čangem, byla ukončena čínským dvorem na základě naivně optimistické zprávy čínského vyslance v Paříži. I-teng I-jung chou (一等毅勇侯 ~ markýz I-jung 1. stupně) Ceng Ťi-ce (TZ: 曾紀澤, ZZ: 曾纪泽, zēng jìzé) v ní informoval, že francouzská vláda nemá žaludek na to, aby šla do otevřené války s Čínou. Jules Ferry a francouzský ministr zahraničí Paul-Armand Challemel-Lacour se v létě a na podzim 1883 několikrát v Paříži setkali s Ceng Ťi-ceem, ale diskuse nikam nevedla. Ceng Ťi-ce trval na svém a odmítal stáhnout čínské síly z Sơn Tây, Bắc Ninh a Lạng Sơn i když bylo pravděpodobné, že se v těchto místech brzy dostanou do konfliktu s postupujícími Francouzi. Jak se čínsko–francouzská válka jevila čím dál tím více pravděpodobnou, naléhala francouzská vláda na Německé císařství, aby pozdrželo dodání dvou věžových bitevních lodí třídy Ting-jüan, které se tou dobou dokončovaly v německé loděnici pro Čínu a které by – v případě včasného dodání – deklasovaly vše, co měli Francouzi na dálném východě k dispozici. Mezitím Francouzi posilovali své pozice v deltě Rudé řeky – francouzské posádky se usadily v Quảng Yên, Hưng Yên a Ninh Bình.
Vzrůstající napětí mezi Francií a Čínou vedlo na podzim 1883 k proti-cizineckým demonstracím v Číně. Nejvážnější byla situace v provincii Kuang-tung, kde bylo nejvíce cizinců. Došlo k útokům na majetek cizinců v Kantonu a na kantonském ostrově Šamian. Několik evropských mocností, včetně Francie, vyslalo do Kantonu dělové čluny, aby ochránily své občany.

#### Sơn Tây a Bac Ninh

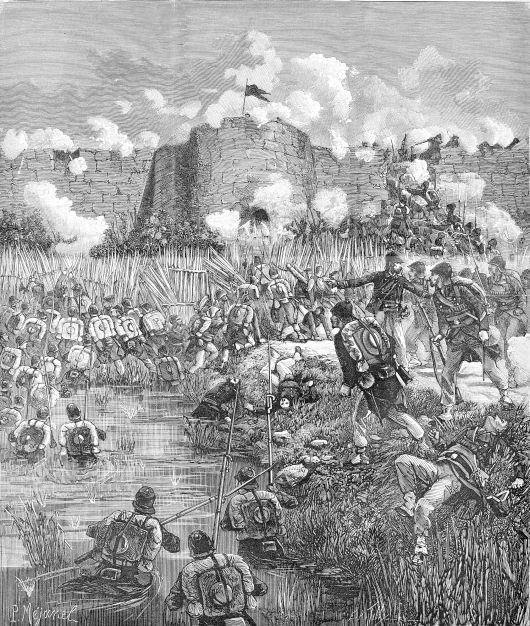
Francouzští vojáci dobývají Sơn Tây, 16. prosinec 1883

Francouzi přijali, že přímý útok na Liou Jung-fuovu Černou korouhev pravděpodobně povede k nevyhlášené válce s Čínou, ale předpokládali, že rychlé vítězství francouzských sil v Tonkinu postaví Číňany před hotovou věc. Velení v tonkinském tažení bylo svěřeno kontradmirálovi Courbetovi, který v prosinci 1883 zaútočil na Sơn Tây západně od Hanoje. Tažení na Sơn Tây bylo nejprudší, jaké do té doby Francouzi v Tonkinu podnikli. Zatímco čínské a vietnamské oddíly do bojů příliš nezasáhly, Černá korouhev tvrdě bojovala o udržení města. 14. prosince zaútočili Francouzi na vnější obranou linii Sơn Tây u Phu Sa (též Phu Xa) – opevněné vesnice severně od města, mezi Sơn Tây a Rudou řekou – a s velkými ztrátami byli odraženi. Liou Jung-fu chtěl využít Courbetovy porážky a v noci zaútočil na francouzské pozice, ale byl rovněž za velkých ztrát odražen. Další útok zahájil Courbet odpoledne 16. prosince. Francouzská děla zahájila palbu na nepřátelské obranné pozice a teprve po důkladné dělostřelecké přípravě nastoupila do útoku pěchota. V pět hodin odpoledne dobyl prapor Cizinecká legie s praporem námořní pěchoty západní bránu Sơn Tây a probojovali si cestu do města. Liou Jung-fu se s obránci stáhl do citadely a v noci se Černé korouhvi podařilo ustoupit z dobytého města. Courbet dosáhl svého cíle, ale za vítězství zaplatil 83 mrtvými a 320 raněnými. Bitva o Sơn Tây ale také vážně oslabila Černou korouhev a podle mínění některých pozorovatelů jí zlomila natolik, že přestala představovat významnou bojeschopnou sílu. Liou Jung-fu cítil, že ho Vietnamci i Číňané nechali záměrně nést hlavní tíhu boje a rozhodl se pro příště nevystavovat své vojáky v otevřeném boji.

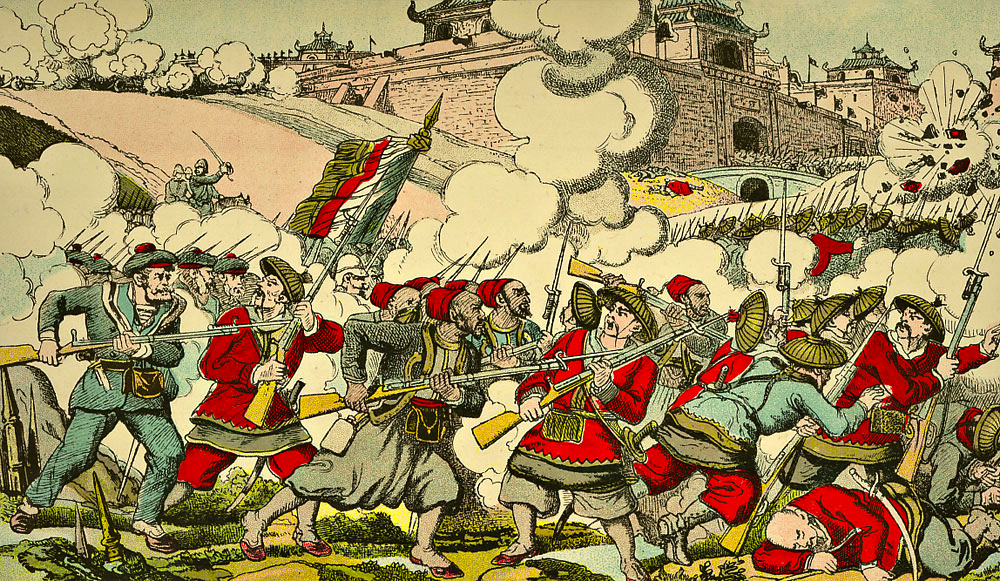
Francouzští námořníci a vojáci z francouzských kolonií dobývají 12. března 1884 Číňany držený Bắc Ninh

V březnu 1884 obnovili Francouzi ofenzívu. Francouzským silám velel generál Charles-Théodore Millot, který po dobytí Sơn Tây převzal velení pozemních operací po kontradmirálu Courbetovi. Posily z Francie a afrických kolonií posílily tonkinský expediční sbor na sílu přes 10 000 mužů a Millot zorganizoval své síly do dvou brigád. 1. brigádě velel generál Louis Brière de l'Isle, který předtím působil jako guvernér Senegalu, a 2. brigádě velel generál cizinecké legie François de Négrier, který se předtím proslavil potlačením arabského povstání v Alžíru. Francouzským cílem bylo Bắc Ninh, kde byla silná posádka pravidelné čínské armády obou Kuang: provincií Kuang-si a Kuang-tung. Dobytí Bắc Ninh bylo celkem snadným francouzským vítězstvím. Morálka čínské armády byla nízká a Liou Jung-fu si dal pozor, aby tentokrát udržel Černou korouhev mimo nebezpečí. Millot obešel čínské pozice na jihozápadě Bắc Ninh a 12. března úspěšně zaútočil na město z jihovýchodu. Číňané kladli pouze slabý odpor a Francouzi město snadno dobyli, přičemž ukořistili velké množství munice a několik zcela nových Kruppových děl.

### Tiencinská dohoda a smlouva z Huế

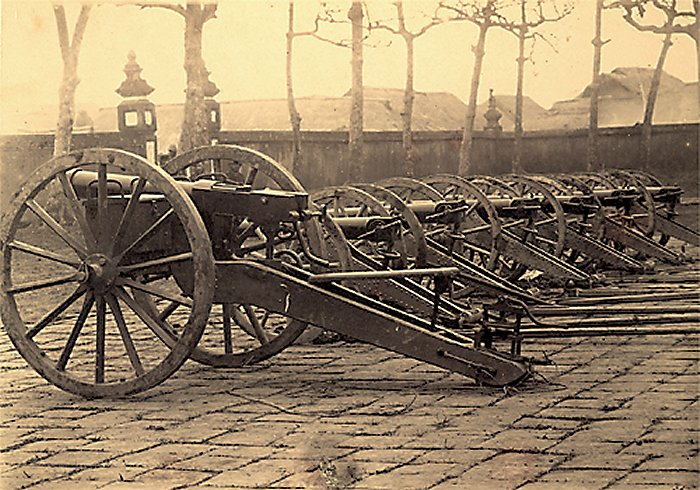
Čínské kanóny Krupp ukořistěné Francouzi po dobytí Bắc Ninh

Porážka u Bắc Ninh, která přišla krátce po pádu Sơn Tây, posílila střední proud v čínské vládě a dočasně diskreditovala pro-válečnou kliku, kterou reprezentoval Čang Č'-tung (TZ: 張之洞, ZZ: 张之洞, zhāng zhīdòng). Další francouzské úspěchy na jaře 1884, mimo jiné dobytí Hưng Hóa a Thái Nguyên, přesvědčily císařovnu vdovu Cch’-si, že by Čína měla přistoupit na francouzské podmínky a v květnu došlo podpisu čínsko–francouzské dohody. Rozhovory se konaly v Tiencinu; čínskou stranu zastupoval Li Chung-čang a francouzskou capitaine de vaisseau (~ kapitán) François Ernest Fournier, velitel křižníku 3. třídy Volta. Ve francouzštině sepsanou Tiencinskou dohodou, podepsanou 11. května 1884, Čína uznala francouzský protektorát nad Annamem a Tonkinem a přislíbila stáhnout čínské vojáky z Tonkinu výměnou za příslib budoucí obchodní smlouvy s Francií a budoucí dořešení dalších bodů francouzsko-čínských vztahů.
6. června dosáhli Francouzi dalšího diplomatického vítězství, když – obdobně, jako Tiencinskou dohodou s Čínou – uzavřeli v Huế smlouvu s Vietnamci. Vietnamci v ní souhlasili s francouzským protektorátem nad Annamem a Tonkinem, rozmístěním francouzských posádek na strategických místech a usazováním Francouzů ve vietnamských městech. Podpis dohody doprovodilo významné symbolické gesto: pečeť čínského císaře, kterou tento několik desetiletí předtím věnoval vietnamskému králi Gia Longovi, byla roztavena před francouzskou delegací vietnamskými zástupci jako symbol odmítnutí dřívějších vazeb na Čínu.
Fournier nebyl profesionální diplomat a tak Tiencinská dohoda byla velice vágní. Mimo jiné neuváděla termín, do kdy se měly čínské jednotky stáhnout z Tonkinu… Toho Číňané využili a s vyklizením Tonkinu nijak nespěchali.

### Střetnutí u Bắc Lệ

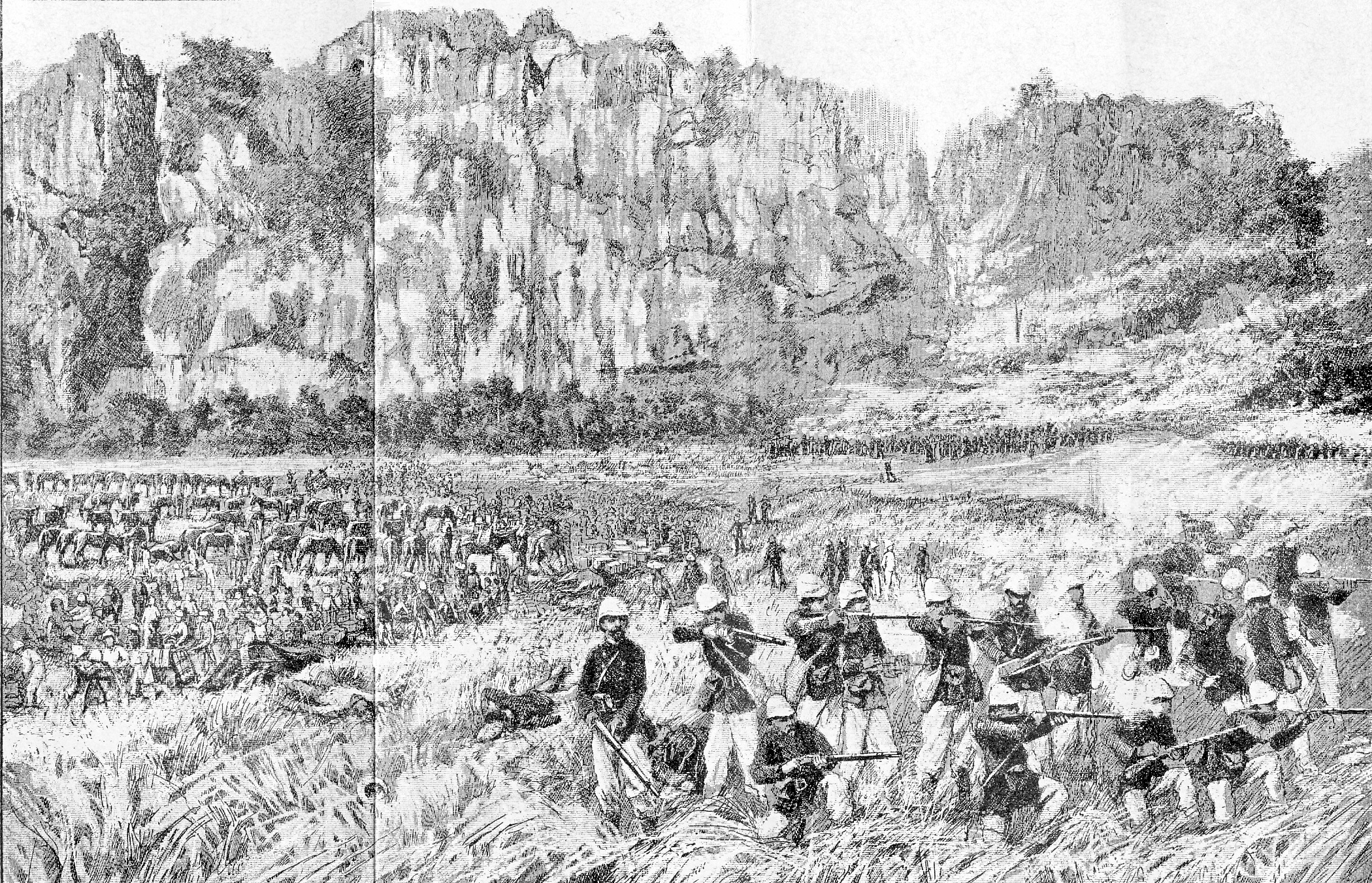
Francouzská námořní pěchota odpoledne 23. června 1884 u Bắc Lệ

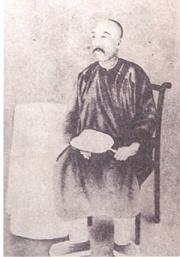
Císařský komisař (欽差大臣) Liou Ming-čchuan

Li Chung-čang upozornil Francouze, že s prosazením Tiencinské dohody – proti které se v Číně zvedla vlna odporu – může být problém. Francouzi předpokládali, že Číňané opustí Tonkin podle dohody a zahájili přípravy pro obsazení nové hranice mezi Lạng Sơn, Cao Bằng a That Ke. V červnu 1884 postupovala z Phu Lang Thuong (dnes Bắc Giang) na Lạng Sơn francouzská kolona, kterou vedl lieutenant-colonel (~ fregatní kapitán) Alphonse Dugenne. 23. června, severně od městečka Bắc Lệ, narazil Dugenne na pravém břehu řeky Song Thuong na pozice části čínské kuangsijské armády, které velel generál Wan Čung-süan (萬重暄). Dugenne překročil řeku Song Thuong a dostal se na Číňany držený břeh. Kuangsijská armáda sice věděla o Tiencinské dohodě, ale nedostala rozkaz ustoupit. Dugenne, místo aby oznámil čínskou přítomnost do Hanoje a čekal na instrukce, dal Číňanům ultimátum a po jeho nesplnění zahájil postup. Číňané zahájili palbu na postupující Francouze, což vedlo k dvoudenní bitvě. Francouzi byli obklíčeni a museli se zakopat. Dugennovi chybělo dělostřelectvo a francouzské ztráty narůstaly. Druhého dne (24. června) se Francouzům podařilo probít z obklíčení, dostat se zpět na levý břeh Song Thuong a ustoupit k Bắc Lệ.
Když zpráva o „přepadení u Bắc Lệ“ (guet-apens de Bac-Lé) – jak střet nazvali Francouzi – dorazila do Paříže, vyvolala pobouření nad událostí, která byla vnímána jako do očí bijící čínská zrada. Ferryho vláda požadovala omluvu, odškodné a okamžité splnění závazků plynoucích z Tiencinské dohody. Čínská vláda souhlasila s vyjednáváním, ale odmítla se omluvit, či platit odškodné. Nálada ve Francii byla proti dohodě a ačkoliv jednání probíhala po celý červenec, dostal kontradmirál Courbet rozkaz, aby se svojí eskadrou plul do Fu-čou. Podle rozkazů se měl připravit k útoku na fuťienské loďstvo v jeho domovském přístavu a na zničení fuťienského arzenálu. Mezitím – jako ukázku, co by mohlo následovat, kdyby Číňané neustoupili – kontradmirál Sébastien Lespès 5. srpna zničil tři pobřežní baterie v Ťi-lungu na severu Formosy. Lespès se vylodil u Ťi-lungu, aby ho – spolu s nedalekými uhelnými doly v Pcha-tchou (八斗) – zabral jako „zástavu“ do doby, než se Číňané stáhnou z Tonkinu. Příchod čínských jednotek, kterým velel Liou Ming-čchuan (劉銘傳, liú míngchuán), ale přinutil Lespèse 6. srpna k ústupu.

## Válka

### Operace eskadry kontradmirála Courbeta

#### Fu-čou a Min-ťiang

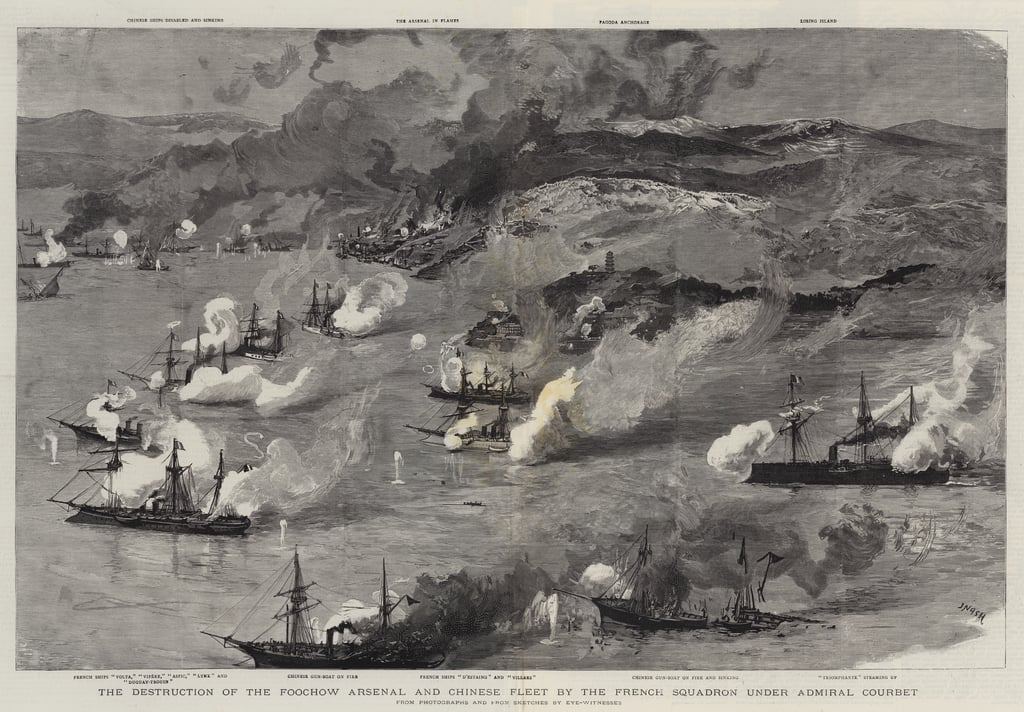
Bitva u Fu-čou 23. srpna 1884

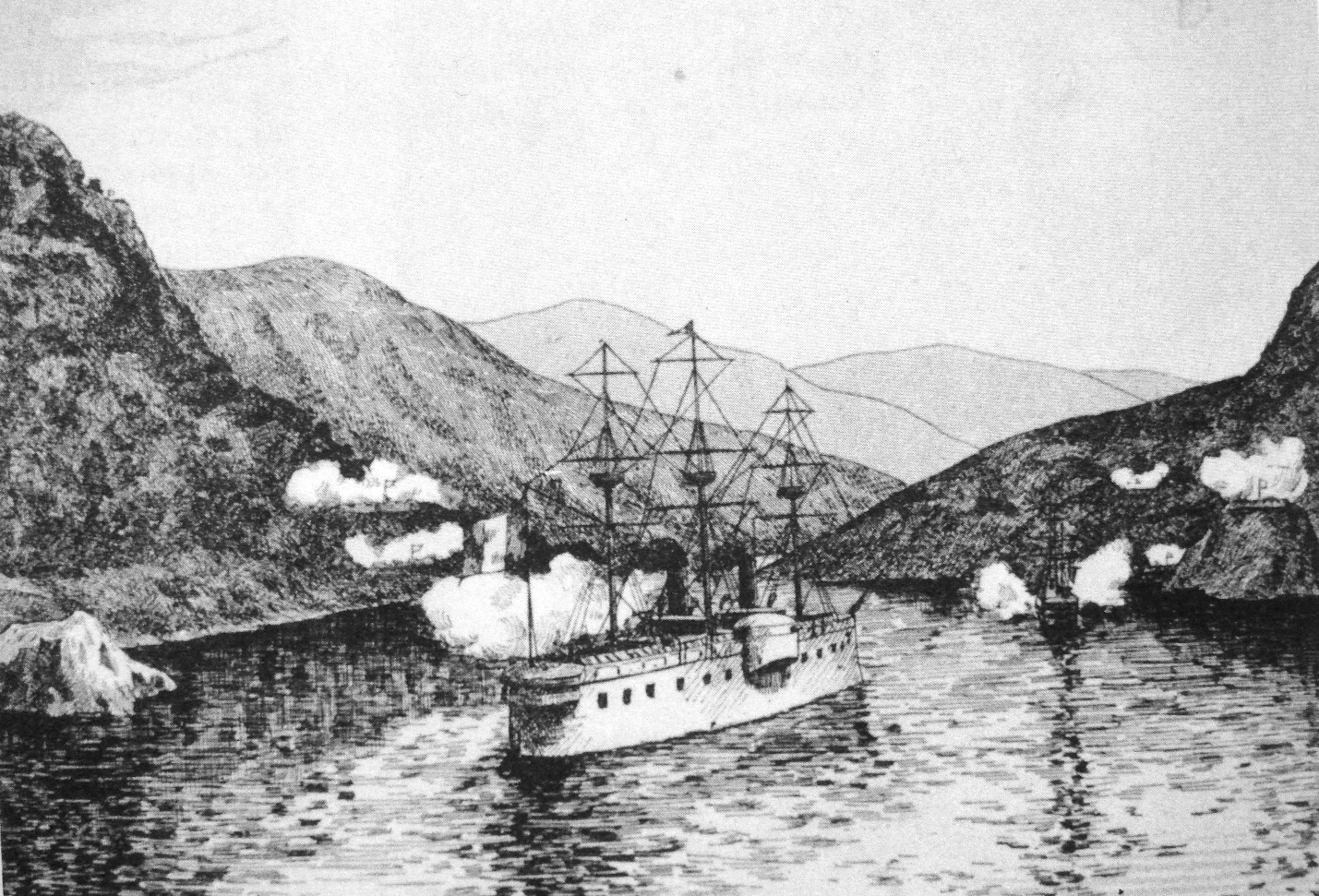
Courbetova eskadra se plaví po Min-ťiang zpět na volné moře. V popředí obrněnec Triomphante

V půlce srpna 1884 skončily rozhovory mezi Francií a Čínou na mrtvém bodě a 22. srpna dostal kontradmirál Courbet rozkaz zaútočit na čínské loďstvo ve Fu-čou. V bitva u Fu-čou 23. srpna 1884 se Francouzi pomstili za „přepadení u Bắc Lệ“. Během dvouhodinové bitvy, kterou se zájmem sledovali pozorovatelé na neutrálních britských a amerických lodích, Courbetova escadre de l'Extrême-Orient (~ dálněvýchodní eskadra) zničila slabší čínské Fu-ťien šuej-š' (~ fuťienské loďstvo; TZ: 福建水師, ZZ: 福建水师, fújiàn shuǐshī) a těžce poškodila fuťienský arzenál. Devět čínských lodí bylo potopeno během první hodiny, včetně vlajkové lodě futienského loďstva paroplachetní korvety Jang-wu, při minimálních ztrátách na francouzské straně. Po bitvě – která proběhla bez vyhlášení války – zamířil Courbet se svojí eskadrou po proudu Min-ťiang zpět na volné moře, přičemž zezadu likvidoval prakticky bezbranné pobřežní baterie Číňanů.

#### Nepokoje v Hongkongu
Francouzský útok u Fu-čou definitivně ukončil diplomatická jednání mezi Francií a Čínou. Ačkoliv ani jedna země nevyhlásila válku, měl být nyní spor rozhodnut na bojišti. Zpráva o zničení fuťienského loďstva vyvolala v Číně vlnu vlastenectví doprovázenou vlnou útoků na cizince a majetek cizinců. Pročínské sympatie se objevily i mimo Čínu a Číňanům se podařilo najmout několik britských, německých a amerických armádních a námořních důstojníků a poradců.
Vlastenecké pobouření nad francouzským útokem se rozšířilo i do britského Hongkongu. V září 1884 odmítli dělníci v hongkongských loděnic pracovat na opravách francouzského obrněnce La Galissonnière, který byl poškozen v bitvě u Fu-čou. Stávka dělníků v loděnici skončila koncem září, ale ostatní Číňané – včetně přístavních dělníků, nosičů nosítek a rikšů – jim bránili v práci. Snaha britských autorit zabezpečit provoz loděnic vedla 3. října k protestům, během kterých byl nejméně jeden protestant zastřelen a několik sikhských strážníků zraněno. Britové měli podezření, že za nepokoji stojí Číňané z provincie Kuang-tung.

#### Francouzská okupace Ťi-lungu

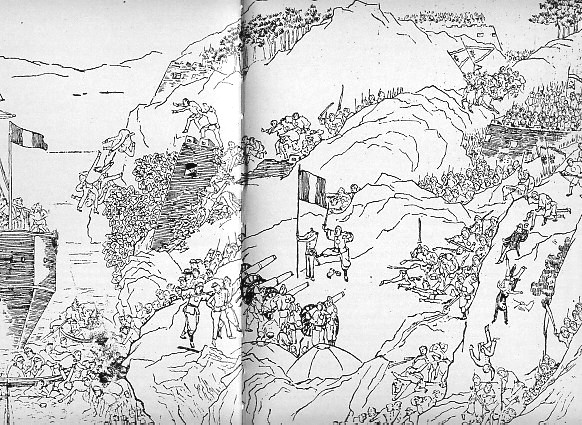
Čínská ilustrace francouzského vylodění u Ťi-lungu

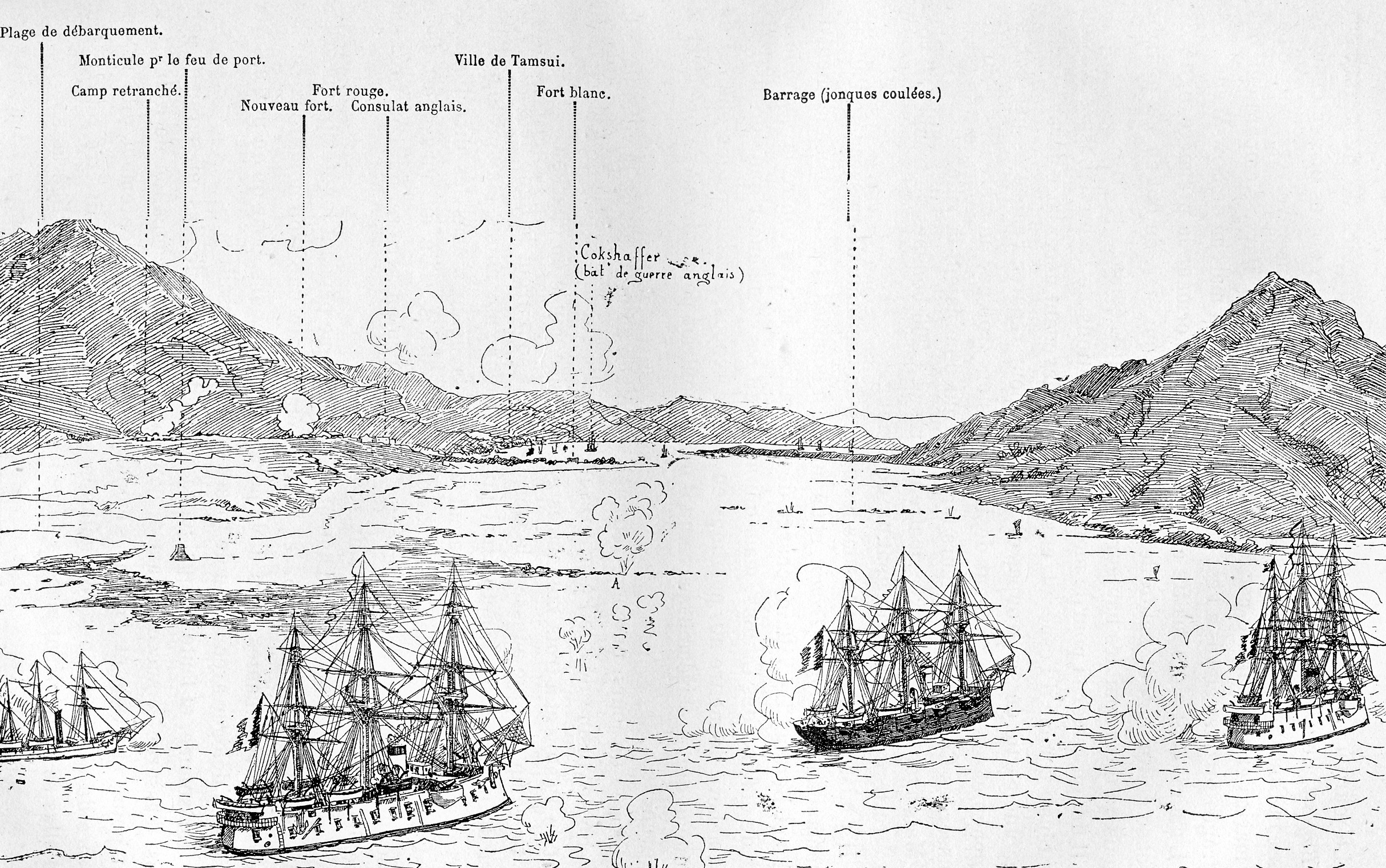
Francouzské eskadra u ústí řeky Tan-šuej ostřeluje čínské pevnosti u stejnojmenného města 2. října 1884. Ústí řeky je přehrazeno baráží, která brání francouzským lodím proniknout na řeku. Francouzské lodě zleva doprava jsou: dělový člun Vipère, obrněnec Triomphante, křižník d'Estaing a obrněnec La Galissonnière

Po útoku na Fu-čou se Francouzi rozhodli zatlačit na Čínu výsadkem na severu Formosy a obsazením Ťi-lungu a Tan-šueje (淡水; dnes součást Nové Tchaj-peje) odčinit Lespèsův neúspěch z 6. srpna 1884 a konečně získat onu „zástavu“ pro vyjednávání s Číňany. 1. října se v Ťi-lungu vylodil Bertaux-Levillain s 1800 muži námořní pěchoty. Číňané se stáhli do předem připravených opevněných pozic na okolních kopcích a francouzský postup se zastavil. Francouzů bylo příliš málo, než aby postoupili za Ťi-lung a tak uhelné doly v Pcha-tchou zůstaly v čínských rukách. Po neúspěšném námořním ostřelování čínských pozic u Tan-šueje, které podnikl kontradmirál Lespès 2. října, vyslal Lespès 8. října do pozemního útoku 600 svých námořníků. Fuťienský generál Sun Kchaj-chua (孫開華) ale útok odrazil. Francouzská kontrola Formosy se omezila v podstatě jen na samotný Ťi-lung, což nebylo úplně to, v co Ferry doufal.

#### Blokáda Formosy
Po ne příliš úspěšné pozemní intervenci na severu Formosy vyhlásil kontradmirál Courbet 20. října 1884 námořní blokádu ostrova s účinností od 23. října. Jelikož ale Francie nevyhlásila Číně válku, byly možnosti francouzské eskadry, jak legálně prosadit vyhlášenou blokádu, velmi omezené – Olender jí nazval „mírovou blokádou“.
Počátkem ledna 1885 byly francouzské expediční síly – kterým nyní velel lieutenant-colonel (~ podplukovník) Jacques Duchesne – posíleny dvěma prapory pěchoty na celkovou sílu přibližně 4000 mužů. Mezitím byly Liou Ming-čchuanovy síly posíleny na 25 000 mužů, kteří ale byli nedostatečně vybaveni a zásobováni. Navzdory čínské početní převaze se Francouzům podařilo koncem ledna dobýt několik čínských pozic jihovýchodně od Ťi-lungu. V únoru ale museli kvůli dešťům postup zastavit.